# Roberto Lenarduzzi
Roberto Lenarduzzi (Trieste, 6 settembre 1957) è un ex calciatore italiano, di ruolo Centrocampista.

## Carriera
Cresciuto nella Triestina, con gli alabardati ha giocato in Serie B.

## Palmarès

### Club

#### Competizioni internazionali
- Coppa Anglo-Italiana: 1

Triestina: 1980